# La Teulera de la Censada
La Teulera de la Censada és un antic lloc d'extracció de terra, ara abandonat, del municipi de Castell de Mur, al Pallars Jussà, a l'antic terme de Mur. Pertany al territori de Miravet.
Està situada a 1.013 m. alt., al sud de Miravet, a l'extrem sud-oriental del Cinglo de la Censada, al nord-est del Corral de Tomeu. Queda a ponent de la Censada.